# Фаварела
Фаварела је насеље у Италији у округу Катанија, региону Сицилија.
Према процени из 2011. у насељу је живело 11 становника. Насеље се налази на надморској висини од 494 м.